# Dmitri Mouratov
Pour les articles homonymes, voir Mouratov.
Dmitri Andreïevitch Mouratov (en russe : Дмитрий Андреевич Муратов, né le 30 octobre 1961) est un journaliste russe, rédacteur en chef du journal Novaïa Gazeta de 1995 à 2017, puis à partir de 2019. Sous sa direction, le journal se fait connaître pour ses reportages approfondis sur des sujets sensibles tels que la corruption gouvernementale et les violations des droits de l'homme.
Ses activités de défense de la liberté de la presse lui valent de nombreuses récompenses, dont le prix Nobel de la paix 2021.

## Biographie

### Jeunesse
Dmitri Mouratov est né le 30 octobre 1961 à Kouïbychev, aujourd'hui appelée Samara. Il étudie pendant cinq ans à la faculté de philologie de l'université d'État de Kouïbychev (en), où il se passionne pour le journalisme. Pendant ses études universitaires, il est journaliste à temps partiel dans des journaux locaux.
Après avoir fréquenté l'université d'État, il sert dans l'Armée rouge de 1983 à 1985. Dmitri Mouratov évoque souvent ses activités dans l'armée, se faisant appeler l'expert responsable du tri du matériel.
En 1987, Dmitri Mouratov commence à travailler comme correspondant pour le journal Voljski Komsomolets. Il a l'occasion de vraiment s'exprimer et de faire ses preuves lors de cette publication. Ses supérieurs sont tellement impressionnés qu'à la fin de sa première année, il est nommé chef du département de la jeunesse de la Komsomolskaïa Pravda, puis est promu rédacteur en chef d'articles de presse.
À l'époque où Dmitri Mouratov est rédacteur en chef de la Novaïa Gazeta, il se retrouve au centre de divers scandales. La Novaïa Gazeta est connue comme l'un des « seuls journaux vraiment critiques avec une influence nationale en Russie aujourd'hui » par le Comité pour la protection des journalistes. Dmitri Mouratov traite souvent de sujets sensibles, notamment les violations des droits de l'homme, la corruption gouvernementale de haut niveau et les abus de pouvoir. Ses convictions politiques, telles que le soutien à la liberté de la presse, conduisent à divers conflits avec ses collègues journalistes et le gouvernement.

### Carrière de journaliste

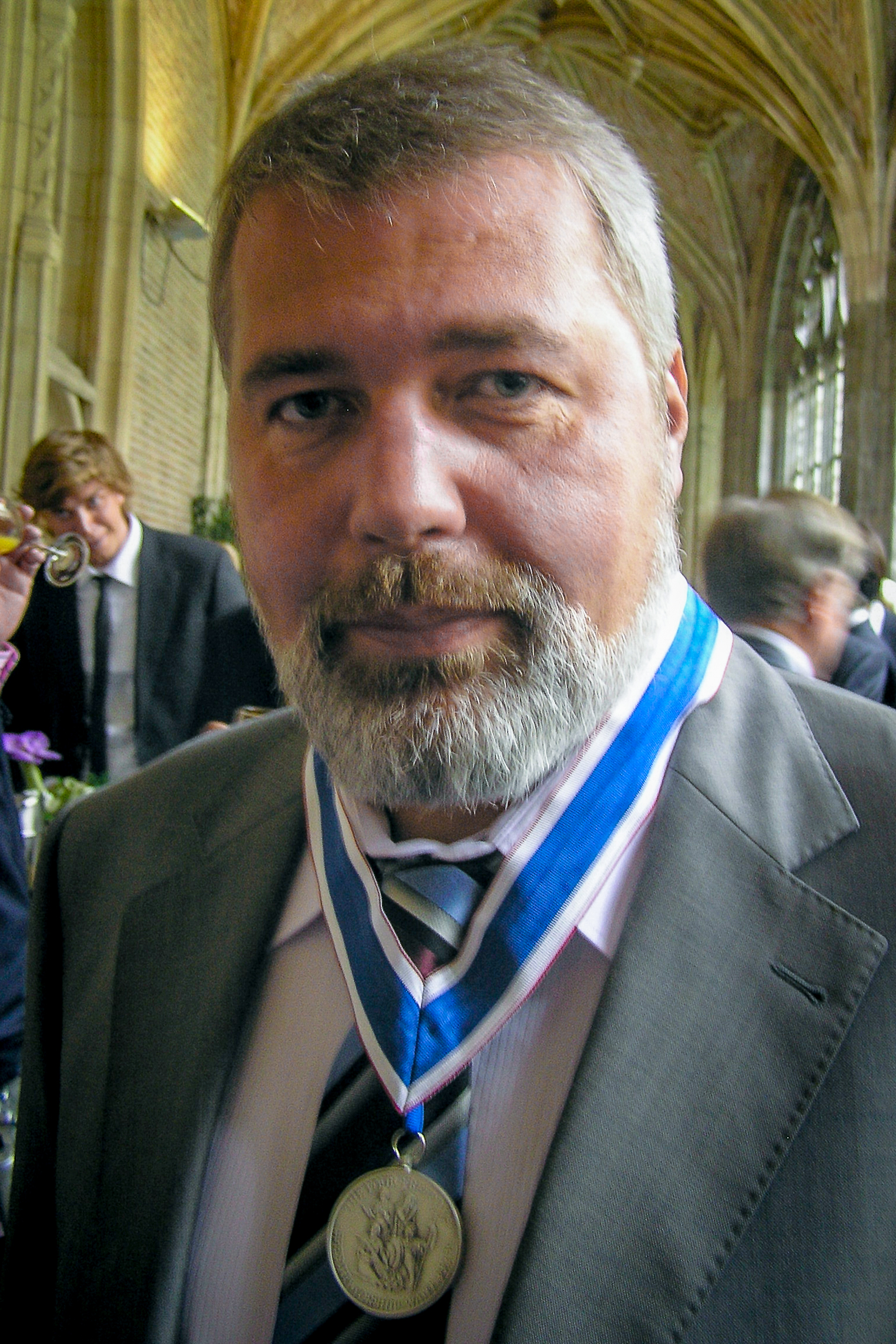
Dmitri Mouratov en mai 2010, après avoir reçu le prix des quatre libertés.

Dmitri Mouratov commence sa carrière au sein d'un journal russe populaire, la Komsomolskaïa Pravda, qu'il quitte en 1988. En 1993, Dmitri Mouratov et plus de 50 autres collègues de la Komsomolskaïa Pravda créent leur propre périodique, un journal d'opposition intitulé Novaïa Gazeta. Leur objectif est de créer une publication qui soit « une source honnête et indépendante » pour les citoyens russes. La mission du journal est de mener des enquêtes approfondies sur des questions de droits humains, de corruption et d'abus de pouvoir. La rédaction de Novaïa Gazeta commence avec deux ordinateurs, deux salles, une imprimante et aucun salaire pour les employés. L'ancien président soviétique Mikhaïl Gorbatchev leur fait don d'une partie de son prix Nobel de la paix pour payer les salaires et les ordinateurs du journal.
Le journal révèle l'histoire du scandale de blanchiment d'argent de l'International Industrial Bank le 26 novembre 2001. Il établit des plans pour armer ses journalistes et leur donner une formation au maniement d'armes à feu après une série d'attaques contre des journalistes. La Gazeta perd de nombreux journalistes dans des meurtres suspects. Dmitri Mouratov démissionne en 2017, reconnaissant la nature épuisante de la gestion du journal. Il reprend son poste en 2019 après que le personnel du journal a voté pour son retour.

### Distinctions
Dmitri Mouratov reçoit de nombreux prix et distinctions pour ses contributions à son métier. En 2007, le Comité pour la protection des journalistes lui attribue le Prix international de la liberté de la presse pour sa bravoure dans la défense de la liberté de la presse face au danger. Le 29 janvier 2010, il est reconnu par le gouvernement français pour son attachement à la liberté des journalistes. Il reçoit l'ordre national de la Légion d'honneur, la plus haute décoration civile française. Mouratov se rend aux Pays-Bas en mai 2010 pour recevoir le prix des quatre libertés pour la Novaïa Gazeta. En 2016, il accepte la Plume d'or de la liberté de l'Association mondiale des journaux.
Le 8 octobre 2021, il reçoit le prix Nobel de la paix conjointement avec Maria Ressa,,. Mouratov dédie ce prix aux journalistes assassinés de la Novaïa Gazeta, parmi lesquels Igor Domnikov, Iouri Chtchekotchikhine, Anna Politkovskaïa, Anastassia Babourova, Natalia Estemirova et Stanislav Markelov. Il déclare également que s'il avait siégé au comité Nobel, il aurait « voté pour la personne sur laquelle pariaient les bookmakers, et cette personne a tout l'avenir devant elle. Je veux dire Alexeï Navalny. »

### Depuis 2022: menaces et guerre en Ukraine
En mars 2022, Mouratov met aux enchères la médaille de son Nobel au profit des réfugiés de l'invasion russe de l'Ukraine, débutée le 24 février précédent, dans le cadre de la guerre russo-ukrainienne. Elle est vendue 103,5 millions de dollars, qui seront reversés à un programme de l'Unicef pour les enfants déplacés d'Ukraine.
Le 7 avril 2022, Dmitri Mouratov est victime d'une agression dans un train en gare de Moscou : il reçoit des menaces et est aspergé d'une peinture rouge mélangée à de l'acétone qui lui cause des brûlures aux yeux.
En 2023, il est ajouté à la liste des « agents de l'étranger » par les autorités russes. Il conteste cette décision et annonce quitter temporairement ses fonctions pour mener un combat judiciaire contre le ministère de la Justice,.

## Opinions politiques
Dmitri Mouratov est membre de Iabloko, un parti politique social-libéral fondé en 1993 par l'ancien vice-Premier ministre soviétique Grigori Iavlinski. Le parti est représenté par un sénateur, Vladimir Loukine. Nikolaï Rybakov en est le dirigeant actuel, en poste depuis décembre 2019.

## Documentaires
- 2023 : The Price of Truth, documentaire de Patrick Forbes[21]